# 島原城
島原城是位縣長崎縣島原市的一座日式城堡，又別名森岳城和高來城。

## 概要

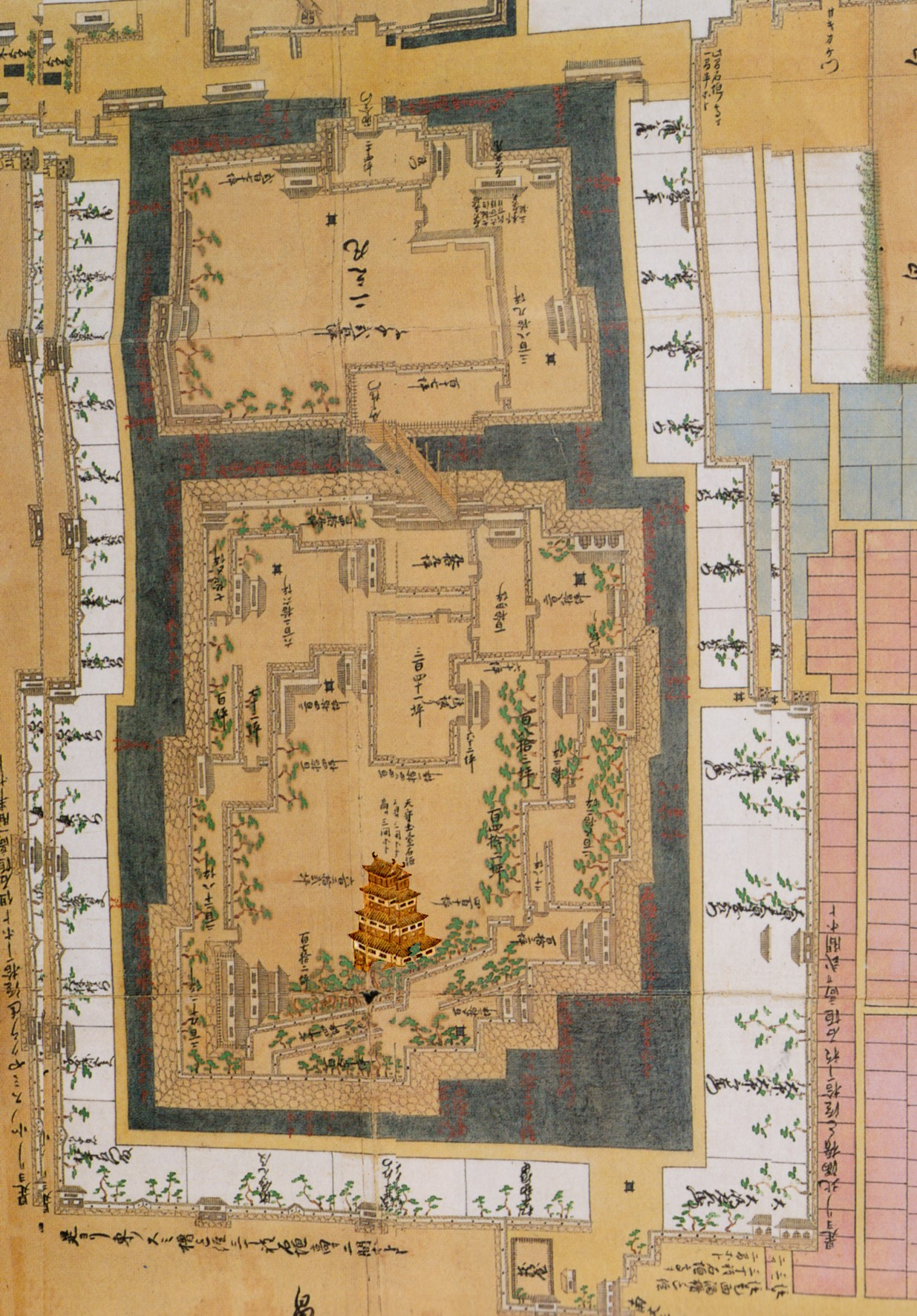
古繪圖

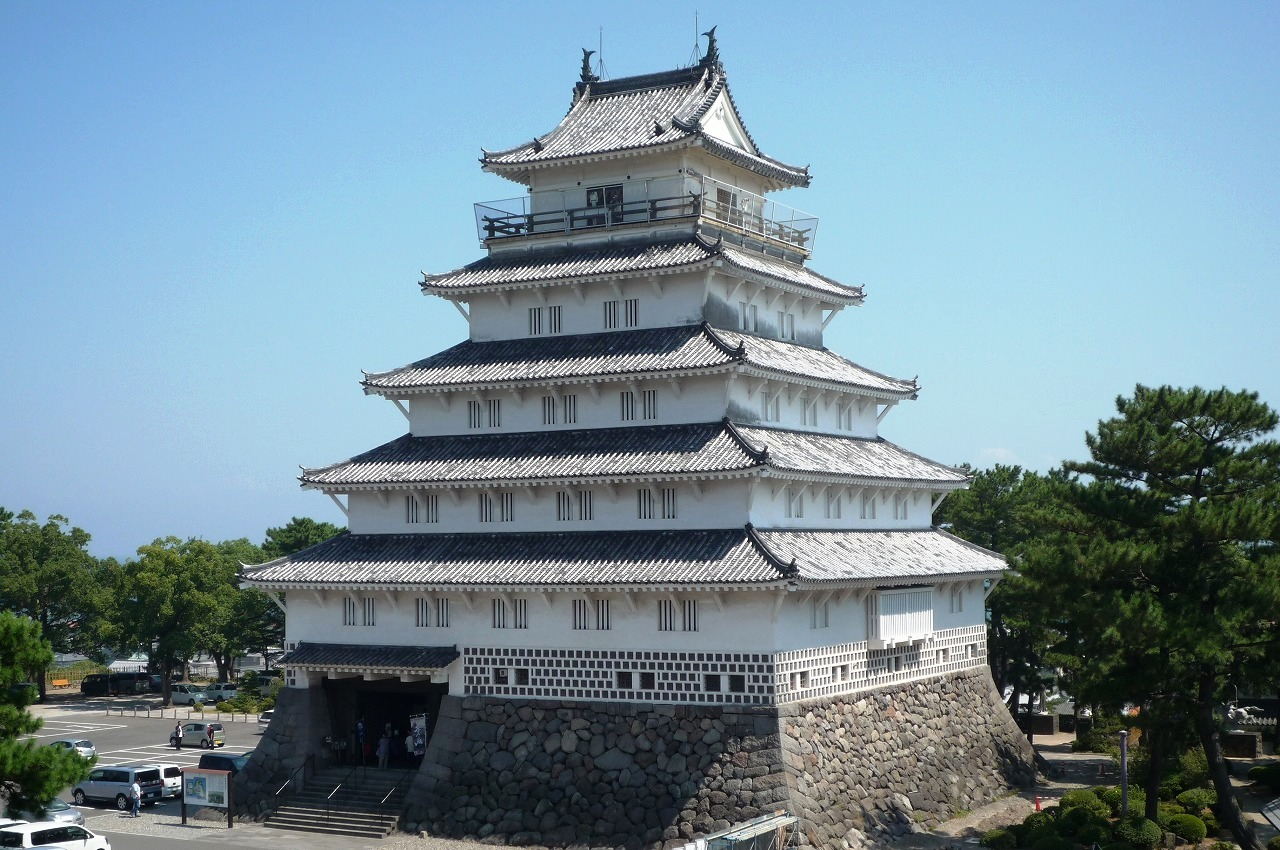
復興天守

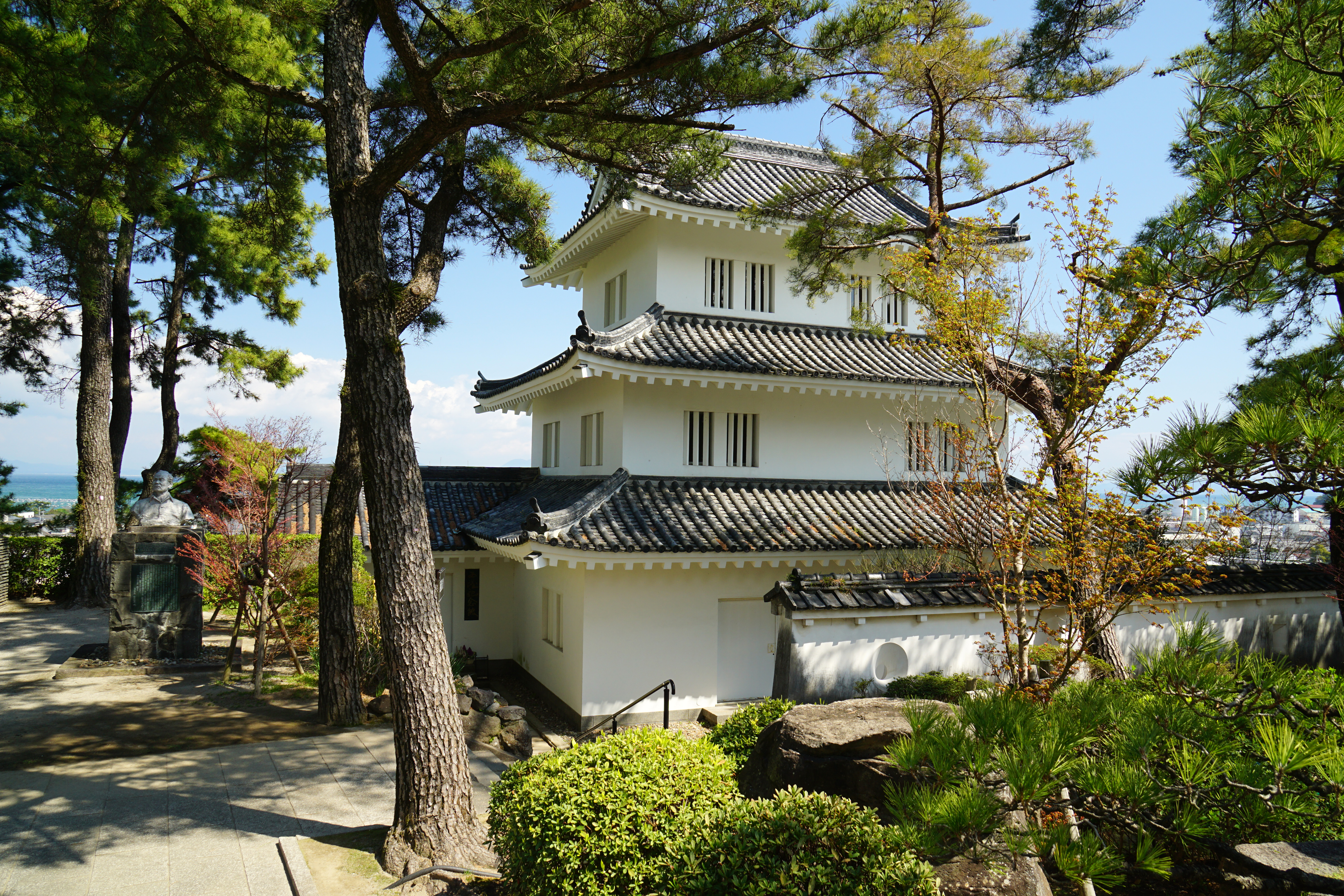
巽橹

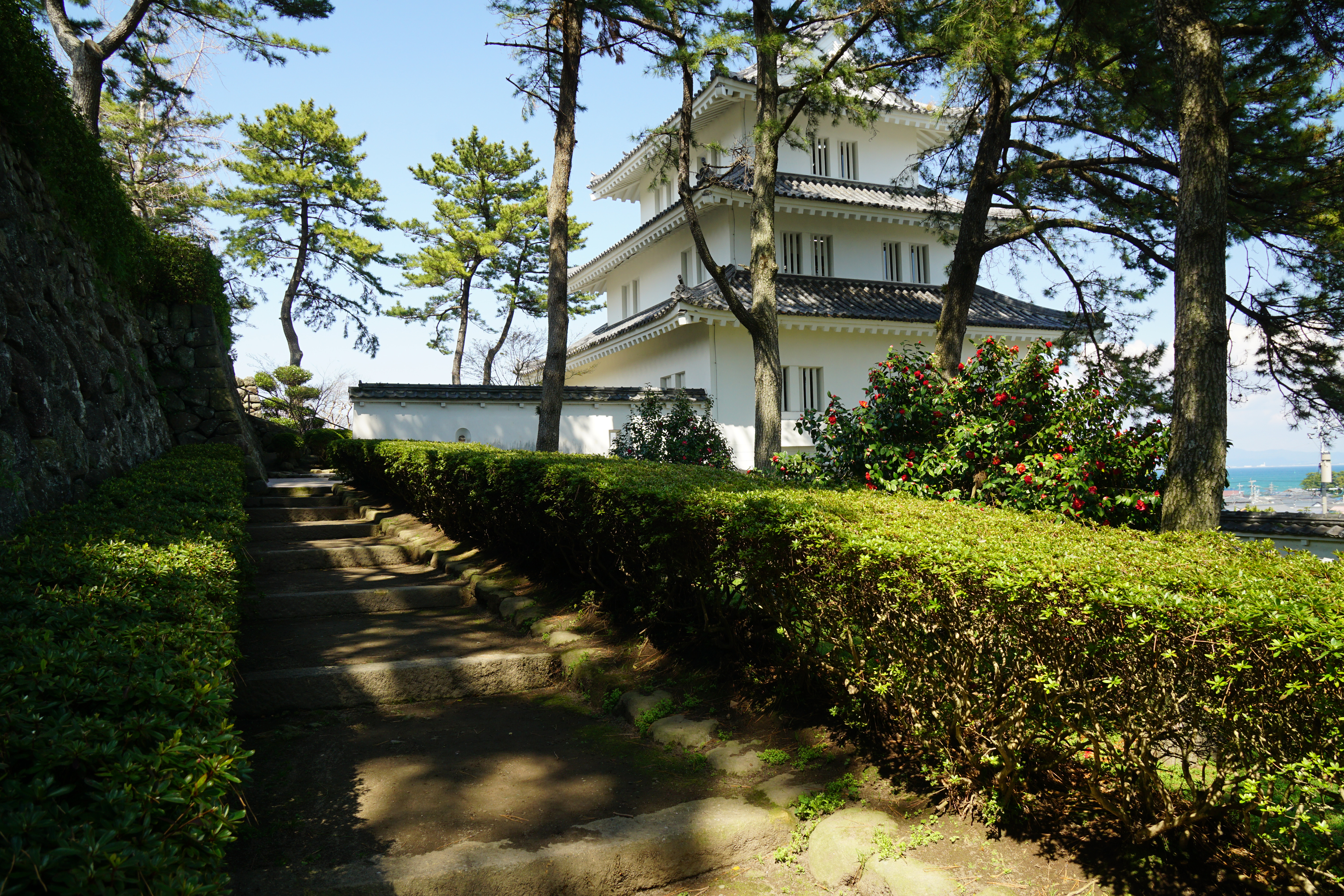
丑寅橹

島原城位於雲仙岳之麓，鄰近有明海。城郭的形式大体上是长方形的连郭式平城，高且坚固的石垣是其特征。水堀围绕着本丸，以走廊形式的木桥用二之丸相连。如果破坏桥就能使本丸孤立，反过来成为袋中的老鼠的状态，而且因为走廊桥，防备上弓箭很难射得到，也可说是圈绳定界的缺陷，採用相同防禦形式的还有高松城天守阁（本丸）。因为天守是没有博风板的独立式层塔型五重五阶结构（当初屋顶作为四重五阶的屋檐），把顶层的回缘栏杆从后边用门板围起，而变成了“唐造”风格。
江户时代是岛原藩的政厅并是藩主的住处。1616年，有馬直純被轉封，當時新委派的大名松倉重政於翌年決定將日野江城清拆，1624年新的城池已建設完畢，作为當時领主的松仓氏的分封是4万石，以石垣為基底建造天守和49棟櫓。在由火山灰和熔岩流变成的土地进行修缮工程被认为是困难的，这也成为了引起领地人民的武装起义的一个原因。松倉重政的暴政間接引起了島原之亂，最終德川幕府將松倉氏的領地沒收。1638年，高力忠房接替領地，此外松平氏和戶田氏曾成為領主。
明治以后被废城处分，建筑物等被撤去。本丸被更變為田地，在三之丸建設了一所學校。现在复兴了城堡的本丸、橹以及长墙，成为城址公园。

## 历史·变迁

### 江户时代
- 1616年（元和2年），有马直纯被转封到日向国延岡藩，替换他的松仓重政入主有马氏的居城·日野江城。
- 1618年（元和4年），因为日野江城地處不便，开始建筑岛原城。
- 1624年（宽永元年），岛原城完成。
- 1637年至1638年（宽永14年至15年），由于第一代重政和第二代胜家的暴政引發了岛原之乱。胜家因领土内骚乱的责任而被斩首，松仓家被贬为平民。
- 1638年（宽永15年），高力忠房以四万石入封，之後由四家谱代大名交替掌管。

### 近现代
- 1871年（明治4年），根据废藩置县改革为岛原县，此時的藩主為深溝松平家。
- 1874年（明治7年），根据廢城令（日语：廃城令）而被废城处分，土地房屋等被出售给民间。
- 1876年（明治9年），天守及其它建物均遭拆毀，本丸成为耕地，三之丸建成岛原中學（现島原高中（日语：長崎県立島原高等学校））。
- 1960年（昭和35年），西橹复原。
- 1964年（昭和39年），天守复原，成为展示天主教及藩政时代资料的历史资料馆。
- 1972年（昭和47年），巽橹复原。
- 1980年（昭和55年），丑寅橹、长墙复原，丑寅橹作为展示本地出身的雕刻家·北村西望作品的西望纪念馆。
- 1996年（平成8年），纪念云仙普贤岳喷火灾害的“旅游复兴纪念馆”开馆。
- 2006年（平成18年）4月6日，被选为日本100名城（91号），2007年（平成19年）6月开始全国规模的日本100名城邮戳征集。

## 遺跡
城内再移建的建筑物有御马见所(おんまみしょ)。同时，在丑寅橹的城内民具资料馆展示着作為搦手门的谏早门的門扉。除此之外，二之丸御门被移建到云仙市小滨町的历史资料馆，三之丸的常盤御茶屋跡則是移建至市内本光寺町的本光寺常盘历史资料馆。

## 活動
- 島原城薪能
- 島原溫泉不知火祭

## 交通
從島原鐵道線島原車站步行10分鐘。

## 外部連結
- 岛原城官方網站 （页面存档备份，存于）
- 島原城薪能官方網站 （页面存档备份，存于）
- 島原溫泉不知火祭官方網站 （页面存档备份，存于）